# Paul Erik Silfverhjelm
Paul Erik Silfverhjelm, född 20 maj 1805 i Uleåborg, död 16 oktober 1881 på Pickala gård i Sjundeå var en finländsk generalmajor och friherre som tjänstgjorde i den ryska kejserliga armén.

## Biografi och karriär
Silfverhjelms föräldrar var överste, friherre Carl Göran Silfverhjelm och friherrinnan Ulrika Gustava Lovisin. År 1836 gifte han sig med Eudoxia Dmitrijevna Shirjajeva. Även hans bror, Gustaf Adolf, blev generalmajor. Paul Erik Silfverhjelm blev kadett vid kadettskolan i Fredrikshamn år 1821 och utexaminerades därifrån 1826, varefter han utnämndes till fänrik och placerades i dragonregementet i Dorpat. Han befordrades till löjtnant år 1828. Silfverhjelm deltog i det rysk-turkiska kriget 1828–1829 samt i nedkämpandet av novemberupproret i Polen 1831–1833. År 1833 förflyttades han till Kinburns dragonregemente i Sibirien, befordrades till underkapten 1834 och utnämndes till adjutant åt regementschefen.
År 1835 förflyttades Silfverhjelm till att bli adjutant åt generalguvernören i Östsibirien. År 1837 kommenderades han till adjutant åt generalguvernören i Irkutsk och Jenisejområdet, och året därpå befordrades han till kapten. År 1842, då han befordrats till överstelöjtnant, blev han chef för krigskommissariatet i Irkutsk. Han befordrades till överste 1847 och till generalmajor 1858. Silfverhjelm entledigades från sitt uppdrag som chef för krigskommissariatet 1859 och tog avsked från militärtjänsten i april 1861.
Silfverhjelm ägde Pickala gård i Sjundeå från och med 1847 och bodde där som pensionär fram till hans död.